# Carne de neón
Carne de neón es una película coproducción de España, Francia, Suecia y Argentina escrita y dirigida por Paco Cabezas, que se estrenó en España el 21 de enero de 2011 y en Argentina el 21 de febrero de 2013.

## Trama
La madre de Ricky acaba de salir de la cárcel. El joven lleva años relacionándose con gente de todo tipo por su vida en la calle y eso hace que tenga en la cabeza el proyecto de montar un club de alterne para que su madre sea la jefa y así deje de practicar la prostitución directamente, el "Hiroshima Club".
Pero la cosa no está nada fácil y tendrá que enfrentarse a múltiples obstáculos hasta poder conseguirlo. Contará con la ayuda de un chulo, un matón y un travesti para lograrlo.

## Reparto
- Mario Casas como Ricky.
- Ángela Molina como Pura.
- Macarena Gómez como La Canija.
- Darío Grandinetti como El Chino.
- Luciano Cáceres como El Niño.
- Vicente Romero como Angelito.
- Blanca Suárez como Verónica.
- Dámaso Conde como La Infantita.
- Antonio de la Torre como Santos.

## Premios
- Plácido de Plata a la mejor película en el 12 Festival Internacional de Cinema Negre de Manresa

## Festivales
- 43 Festival de Sitges
- 12 Festival Internacional de Cinema Negre de Manresa
- 48: Ficxixón. Festival Internacional de Cine de Gijón
- Festival de Cine Europeo de Sevilla 2010